# Eddio Inostroza
Eddio Victorino Inostroza Ibacache (Chiguayante, 3 de septiembre de 1946) es un exfutbolista y entrenador chileno que jugaba como mediocampista de contención.

## Trayectoria
Debutó el año 1969 en Huachipato, equipo con el cual conquistó el título de Campeón de la Primera División en el 1974, primer título de un equipo del sur de Chile.
Al año siguiente, 1975, fue contratado por Unión Española, siendo por segunda vez, Campeón de la Primera División. 
El año 1977 llega a Colo-Colo  donde destacó en 7 temporadas hasta 1983, registrando 187 partidos jugados con 2  goles marcados.  Con los albos ganó los títulos de Campeón de la Primera División en tres oportunidades, los años 1979, 1981 y 1983 y los títulos de Campeón de la Copa Chile (Copa Polla Gol), en dos oportunidades, los años 1981 y 1982.
El año del retiro, 1984, juega en el actualmente desaparecido Green Cross. 
Una vez retirado como futbolista activo, orientó su actividad como director técino, siendo ayudante de campo de Arturo Salah en 1986 y de Mirko Jozic logrando ser campeones de la Copa Libertadores 1991.
Posteriormente fue entrenador de Deportes La Serena y en el año 1994 dirigió interinamente a Colo-Colo. Entre 1998 y 1999 dirigió a San Luis de Quillota.

## Selección nacional
En la Selección nacional de fútbol de Chile, jugó 8 partidos entre los años 1974 y 1980.

## Clubes

### Como jugador
| Club               | País  | Año       |
| ------------------ | ----- | --------- |
| Huachipato         | Chile | 1969-1974 |
| Unión Española     | Chile | 1975-1976 |
| Colo-Colo          | Chile | 1977-1983 |
| Green Cross-Temuco | Chile | 1984      |

### Como entrenador
| Club                 | País    | Año       |
| -------------------- | ------- | --------- |
| Colo-Colo (Interino) | Chile   | 1990      |
| Deportes La Serena   | Chile   | 1992      |
| Colo-Colo (Interino) | Chile   | 1994      |
| Espoli               | Ecuador | 1998      |
| San Luis             | Chile   | 1998-1999 |

## Palmarés

### Campeonatos nacionales
| Título           | Club           | País  | Año  |
| ---------------- | -------------- | ----- | ---- |
| Primera División | Huachipato     | Chile | 1974 |
| Primera División | Unión Española | Chile | 1975 |
| Primera División | Colo-Colo      | Chile | 1979 |
| Copa Chile       | Colo-Colo      | Chile | 1981 |
| Primera División | Colo-Colo      | Chile | 1981 |
| Copa Chile       | Colo-Colo      | Chile | 1982 |
| Primera División | Colo-Colo      | Chile | 1983 |